# Voellerdingen
Voellerdingen – miejscowość i gmina we Francji, w regionie Grand Est, w departamencie Dolny Ren.
Według danych na rok 1990 gminę zamieszkiwało 428 osób, a gęstość zaludnienia wynosiła 33 osób/km² (wśród 903 gmin Alzacji Voellerdingen plasuje się na 514. miejscu pod względem liczby ludności, natomiast pod względem powierzchni na miejscu 163.).